# Irolita westraliensis
Irolita westraliensis är en rockeart som beskrevs av Last och Gledhill 2008. Irolita westraliensis ingår i släktet Irolita och familjen egentliga rockor. IUCN kategoriserar arten globalt som livskraftig. Inga underarter finns listade i Catalogue of Life.